# Людвиг Бранденбургский
Людвиг Бранденбургский (нем. Ludwig von Brandenburg; 8 июля 1666, Клеве — 7 апреля 1687, Потсдам) — принц и маркграф Бранденбурга.

## Биография
Людвиг — сын курфюрста Фридриха Вильгельма и его первой супруги Луизы Генриетты Нассау-Оранской, дочери принца Фридриха Генриха Оранского. После Карла Эмиля и Фридриха Людвиг был третьим сыном Великого курфюрста, достигшим взрослого возраста.
7 января 1681 года в Кёнигсберге Людвиг женился на принцессе Людовике Каролине Радзивилл, единственной дочери и наследнице наместника герцогства Пруссия Богуслава Радзивилла. После свадьбы Людвиг длительное время провёл в университетском городке Утрехте в Нидерландах.
7 апреля 1687 года Людвиг внезапно умер утром после бала при дворе, состоявшегося в Городском дворце Потсдама. Комиссия, назначенная курфюрстом расследовать необъяснимую смерть сына, посчитала вероятной причиной отравление ядом, но не могла прийти к единому мнению, кем, когда и каким ядом был отравлен принц. После смерти Людвига по приказу Фридриха Вильгельм блюда для курфюршеской семьи проходили пробу у кравчего. После столь же загадочной смерти курпринца Эмиля предположительно также от яда возникли подозрения в отношении племянницы курфюрстины Доротеи Софии, которая якобы отравила Людвига неким большим апельсином. Высказывались предположения, что таким образом Доротея София стремилась устранить сыновей курфюрста от первого брака, чтобы наследниками бранденбургского трона стали её собственные сыновья.
Смерть Людвига окончательно испортила отношения между курфюрстом и курпринцем Фридрихом, уже пострадавшие из-за вопросов наследства. Фридрих с курпринцессой Софией Шарлоттой бежал к тестю в Ганновер. Поведение Фридриха и ответный отказ отца в содержании курпринца опозорили Гогенцоллернов перед другими европейскими правящими домами и омрачили последний год жизни Великого курфюрста.
Людвиг был похоронен в склепе Гогенцоллернов в Берлинском соборе. После длительных процессов в 1691 году Гогенцоллернам отошли владения Таурогген и Сейрияй в Польше, полученные в приданое от супруги Людвига Луизы Каролины.